# 弓掛村
弓掛村（ゆがけむら）は、かつて岐阜県郡上郡に存在した村である。
現在の下呂市金山町弓掛に該当する。
馬瀬川の支流の弓掛川沿いの村であった。

## 歴史
- 1889年（明治22年）7月1日 - 町村制により、弓掛村が発足。
- 1897年（明治30年）4月1日 - 祖師野村、卯野原村、乙原村、岩瀬村、戸部村、東沓部村と合併し東村が発足。同日弓掛村廃止。

## 教育
- 弓掛簡易科小学校 （後の金山町立東第二小学校弓掛分校。1971年に金山町立東第二小学校が廃校となったため金山町立東第一小学校に移管され、1972年に廃校。）

## その他
旧・弓掛村の一部の集落（押洞・菅原・桂畑・細越など）は岩屋ダムの建設の影響、およびダム湖（東仙峡金山湖）の湖底となっている。水没を間逃れた集落も1973年までに集団移転。2015年現在、この地区の住民はいない。水没を間逃れた集落の跡地は飛騨金山の森キャンプ場となったが2018年に閉鎖された。